# Oktiabrskoje (rejon rylski)
Oktiabrskoje (ros. Октябрьское) – wieś (ros. село, trb. sieło) w zachodniej Rosji, centrum administracyjne sielsowietu oktiabrskiego w rejonie rylskim obwodu kurskiego.

## Geografia
Miejscowość położona jest 4,5 km od centrum administracyjnego sielsowietu oktiabrskiego (Stiepanowka), 8,5 km od centrum administracyjnego rejonu (Rylsk), 98 km od Kurska.

## Demografia
W 2010 r. miejscowość zamieszkiwały 284 osoby.